# Заставнівський парк
Заста́внівський парк — парк-пам'ятка садово-паркового мистецтва місцевого значення в Україні. Об'єкт природно-заповідного фонду Чернівецької області. 
Розташований у центральній частині міста Заставна Чернівецької області, при вул. Гагаріна. 
Площа 2 га. Статус надано згідно з рішенням облвиконкому від 30.05.1979 року № 198. Перебуває у віданні: Заставнівська міська рада. 
Статус надано для збереження парку, закладеного в кінці ХІХ ст. У його складі 16 видів дерев та чагарників. Зростають тополі білі віком понад 100 років, а також такі види: ялина колюча, широкогілочник східний, туя західна, гіркокаштан звичайний, тополя Симона, робінія звичайна, робінія клейка, сніжноягідник прирічковий, клен ясенолистий, горіх волоський, пухироплідник калинолистий, свидина біла та інші.